# 霧多布大橋

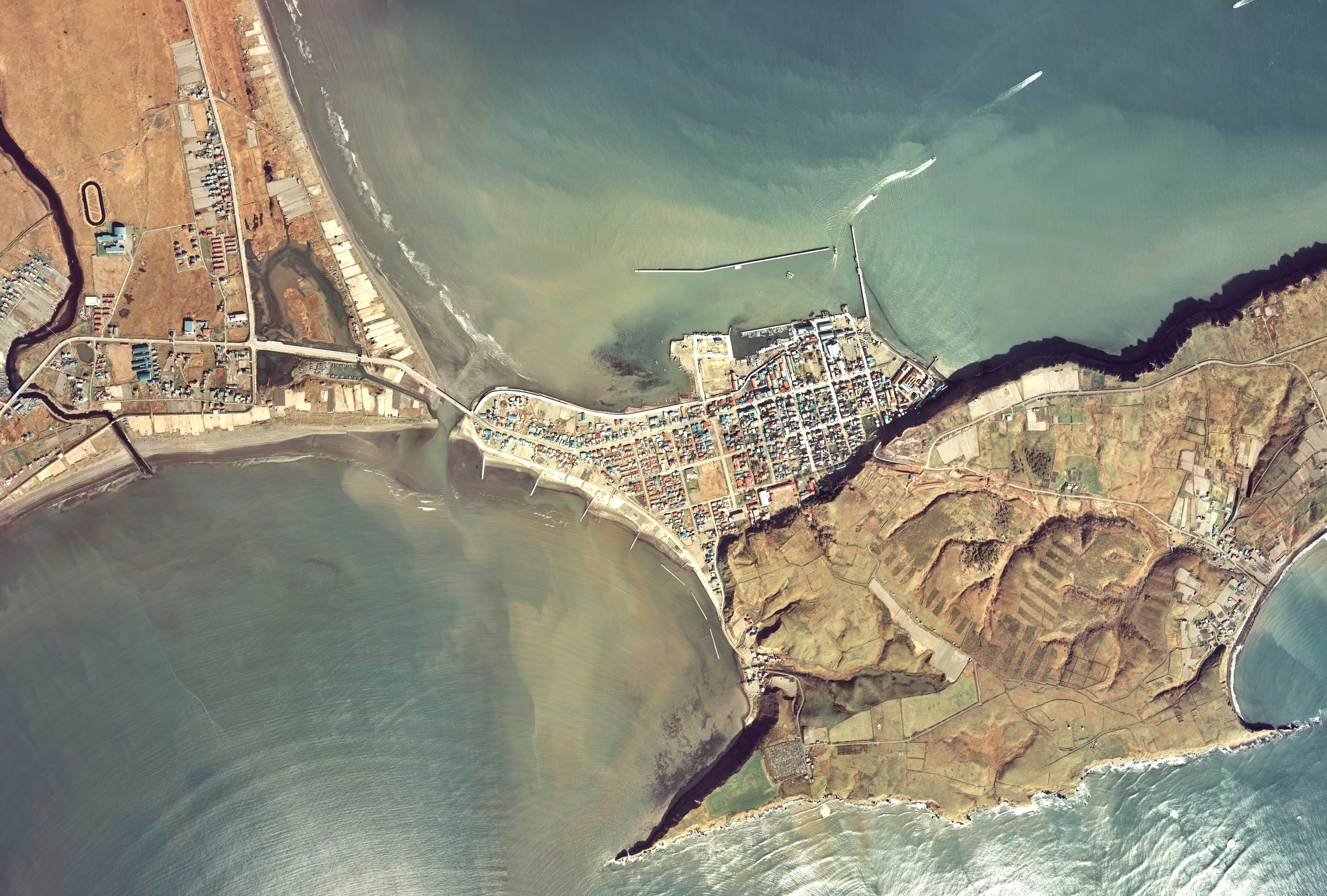
浜中町役場のある霧多布地区周辺の空中写真。画像右上部は浜中湾、左下部は琵琶瀬湾。1978年撮影の10枚を合成作成。
。

霧多布大橋（きりたっぷおおはし）は、北海道厚岸郡浜中町の浜中湾と琵琶瀬湾との境にかかる橋。

## 概要
北海道道1039号霧多布岬線の橋であり、暮帰別地区と霧多布半島を結んでいる。
地震による津波被害を受け易い地域である。
並行して町道の潮路橋が架けられている。

## 歴史
- 1887年（明治20年）、霧多布橋が架橋[3]。
- 1960年（昭和35年）、チリ地震による津波被害で橋が流失。湿原と霧多布半島を繋げていたトンボロ（陸繋砂嘴）が破断した[4]。
- 1961年（昭和36年）、霧多布大橋を架橋[3]。
- 1999年（平成11年）、ローゼ橋に改築[1]。

## 周辺
霧多布半島側は浜中町の市街地となっており、役場や郵便局、霧多布温泉などがある。また、厚岸道立自然公園になっており、霧多布岬（湯沸岬灯台）、アゼチ岬がある。
湿原側では北海道道123号別海厚岸線と接続している。こちらも厚岸道立自然公園となっており、霧多布湿原が広がっている。
霧多布港は港湾整備事業と海岸事業が連携した災害対策を進めている。